# NGC 7051
NGC 7051 est une galaxie spirale barrée située dans la constellation du Verseau. Sa vitesse par rapport au fond diffus cosmologique est de 2 205 ± 22 km/s, ce qui correspond à une distance de Hubble de 32,5 ± 2,3 Mpc (∼106 millions d'al). NGC 7051 a été découverte par l'astronome britannique John Herschel en 1827.
La classe de luminosité de NGC 7051 est I et elle présente une large raie HI. Elle renferme également des régions d'hydrogène ionisé (HII). Selon la base de données Simbad, NGC 7051 est une galaxie active de type Seyfert 2.
À ce jour, trois mesures non basées sur le décalage vers le rouge (redshift) donnent une distance de 26,400 ± 0,872 Mpc (∼86,1 millions d'al), ce qui est à l'extérieur des valeurs de la distance de Hubble. Notons que c'est avec la valeur moyenne des mesures indépendantes, lorsqu'elles existent, que la base de données NASA/IPAC calcule le diamètre d'une galaxie et qu'en conséquence le diamètre de NGC 7051 pourrait être d'environ 13,4 kpc (∼43 700 al) si on utilisait la distance de Hubble pour le calculer.

## Supernova
La supernova SN 2002dq a été découverte dans NGC 7051 le 18 juin 2002 par D. Hutchings et W. D. Li dans le cadre du programme LOTOSS de l'observatoire Lick. D'une magnitude apparente de 17.0 au moment de sa découverte, elle était de type II.